# Свети Георги (Василика)
Вижте пояснителната страница за други значения на Свети Георги.
„Свети Георги“ (на гръцки: Αγίου Γεωργίου) е възрожденска православна църква, енорийски храм на село Василика, част от Касандрийската епархия на Вселенската патриаршия.
Според местно предание, църквата започва да се строи в 1796 година. Османците обаче налагат тежки данъци, като условие за продължаване на изграждането на храма и то за няколко години спира, докато се съберат необходимите пари. В този период се служи в малък параклис на същото място. В 1818 година необходимата сума е събрана и василикийци получават разрешение за продължаване на работата. Църквата е завършена в 1820 година и е открита на Гергьовден, 23 април 1821 година. Същата година обаче избухва Халкидическото въстание и църквата е подпалена от османците. Жителите успяват да спасят някои икони и свещените съдове, които по-късно са върнати в храма. Църквата е възстановена в 1831 година, като датата е отбелязана на каменен релеф, вграден в северната стена.
В 1996 година църквата е обявена за паметник на културата.